# 9 till 5 (film)
För andra betydelser, se 9 to 5.
9 till 5 (engelska: 9 to 5 eller Nine to Five) är en amerikansk komedifilm från 1980 i regi av Colin Higgins.
I huvudrollerna ses Jane Fonda, Lily Tomlin och Dolly Parton som tre kontorsarbetare som alla hjälps åt att hantera sin "sexistiska, egoistiska, lögnaktiga, hycklande, trångsynta" chef, spelad av Dabney Coleman.

## Handling
Judy Bernly (Jane Fonda) tvingas skaffa ett arbete för första gången efter att hennes make, Dick (Lawrence Pressman), lämnat henne för sin sekreterare. Judy blir anställd som sekreterare på Consolidated Companies. Hennes överordnade, Violet Newstead (Lily Tomlin), presenterar Judy för övrig personal, deras chef Franklin Hart, Jr (Dabney Coleman) och Roz Keith (Elizabeth Wilson), Harts lojala chefsassistent. Violet låter dessutom Judy ta del av ett rykte om att Hart skulle ha en affär med sin bystiga sekreterare Doralee Rhodes (Dolly Parton), som han ofta och gärna kallar till sig.
Efter en tid på företaget märker Judy att Hart behandlar sina kvinnliga underordnade tämligen uselt. Han beter sig sexistiskt, baktalar dem, skäller ut dem för minsta bagatell, tar åt sig äran för deras idéer och uppvisar på det stora hela taget ett beteende som är under all kritik. Snart har även Violet, som trots sitt hårda arbete inte får den befordran som hon har räknat med, och Doralee, som drabbas av Harts sexuella närmanden, fått nog av sin mansgris till chef. De bestämmer sig för att hämnas. Hela tiden måste de undvika Harts chefsassistent Roz, som fungerar som kontorets skvallerbytta.

## Om filmen
Dolly Parton blev Oscarnominerad för bästa sång för sången "9 to 5". Filmen spelades in 1979 och hade 20 februari 1981 svensk premiär på biograf Park i Stockholm. Den har visats vid ett flertal tillfällen i SVT och TV4.

## Rollista i urval
- Jane Fonda – Judy Bernly
- Lily Tomlin – Violet Newstead
- Dolly Parton – Doralee Rhodes
- Dabney Coleman – Franklin M. Hart, Jr
- Sterling Hayden – Russell Tinsworthy
- Elizabeth Wilson – Roz Keith
- Henry Jones  – Mr. Hinkle
- Lawrence Pressman – Dick Bernly
- Marian Mercer – Missy Hart, Harts hustru
- Ren Woods – Barbara, kontorskollega
- Norma Donaldson – Betty, kontorskollega
- Roxanna Bonilla-Giannini – Maria Delgado, kontorskollega
- Peggy Pope – Margaret Foster, kontorskollega
- Ray Vitte – Eddie Smith, kontorskollega
- Jeffrey Douglas Thomas – Dwayne Rhodes, Doralees make

## Musik i filmen i urval
- "9 to 5", skriven och framförd av Dolly Parton

## DVD
I Sverige gavs filmen ut digitalt restaurerad på DVD 2018.